# لا تناظر (لا تناسق) الدماغ

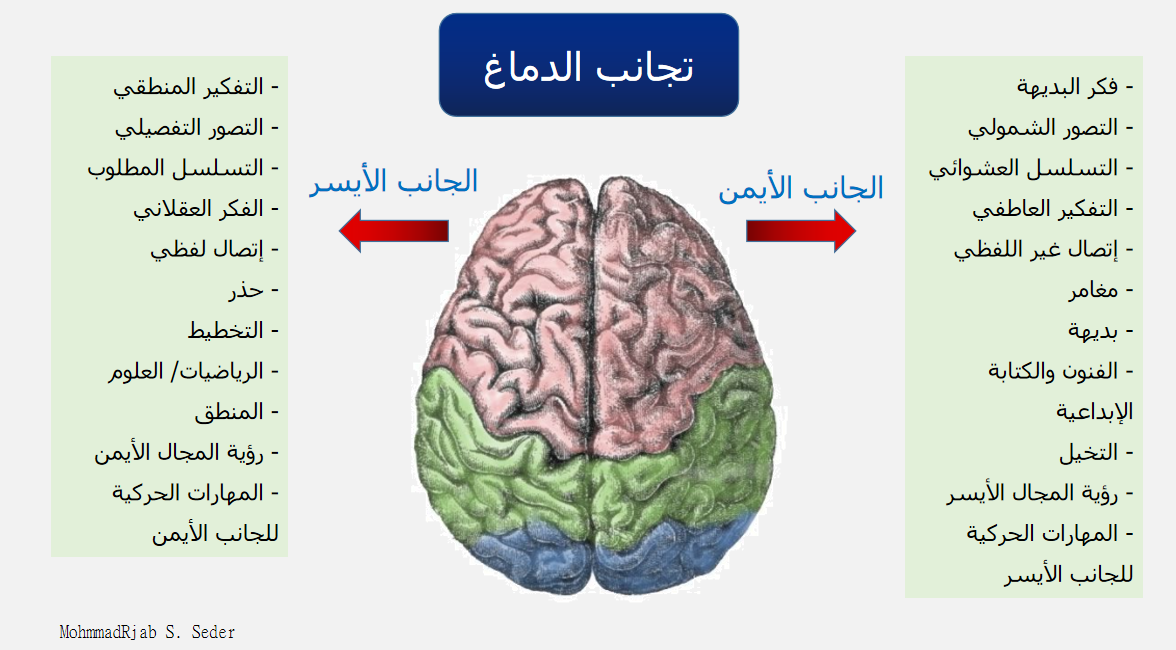
صورة نمطية عن تجانب الدماغ كانت معتقدة سابقا- ثبت أنها خاطئة في أبحاث علم الأعصاب.

في علم التشريح العصبي البشري، يمكن أن يشير لا تناظر (عدم تناسق) الدماغ إلى نتيجتين مختلفتين على الأقل:
- الاختلافات التشريحية العصبية بين الجانبين الأيمن والأيسر من الدماغ.
- الفروق الوظيفية الجانبية: تجانب وظائف المخ.

توجد الاختلافات التشريحية العصبية نفسها على مستويات مختلفة، من كثافات الخلايا العصبية، إلى حجم المناطق مثل المستوى الصدغي، إلى -على النطاق الأكبر- الالتواء في الدماغ البشري، الذي يعكس شكل الجمجمة، والذي يعكس نتوء خلفي للعظم القذالي الأيسر وبروز أمامي للعظم الجبهي الأيمن. بالإضافة إلى الاختلافات الإجمالية في الحجم، تم العثور على كل من الاختلافات الكيميائية العصبية والهيكلية بين نصفي الدماغ. يظهر عدم التناسق في تباعد الأعمدة القشرية، وكذلك البنية الشجيرية. تم العثور على أحجام أكبر للخلايا أيضًا في الطبقة الثالثة من منطقة بروكا.
يمتلك الدماغ البشري عدم تناسق عام في الخلف والأمام الأيمن (أو عزم دوران الدماغ). هناك تفاوتات كبيرة بشكل خاص في الفصوص الأمامية والصدغية والقذالية، مما يزيد من عدم التناسق في الاتجاه الخلفي الأمامي بدءًا من المنطقة الوسطى. يمكن رؤية عدم تناسق اليسار في التلفيف الصدغي المعترض (تلفيف هسكل أو تلفيف هيشل)، والغطاء الجداري، والشق السيلفي، والتلفيف الصدغي الأيسر، والمنطقة الصدغية الجدارية، والمستوى الصدغي. يمكن رؤية عدم تناسق جهة اليمين في التلم المركزي الأيمن (مما يشير إلى زيادة الاتصال بين القشرة الحركية والجسدية في الجانب الأيسر من الدماغ)، البطين الجانبي، القشرة المخية الداخلية، اللوزة، المنطقة الصدغية الجدارية القذالية. كما أن عدم تناسق الدماغ المعتمد على الجنس شائع أيضًا. على سبيل المثال، تكون أدمغة الذكور أكثر اتساعًا من تلك الخاصة بالإناث. ومع ذلك فإن دراسات التعبير الجيني التي أجراها هوريليكز وزملاؤه وبليتيكوس وزملاؤه لم تكن قادرة على اكتشاف عدم التناسق بين نصفي الدماغ على مستوى السكان.

## تاريخ
في منتصف القرن التاسع عشر، بدأ العلماء لأول مرة في اكتشاف الاكتشافات المتعلقة بتقسيم الدماغ إلى جوانب، أو الاختلافات في علم التشريح والوظيفة المقابلة بين نصفي الكرة المخية. كان فرانز غال، عالم التشريح الألماني، أول من وصف ما يُعرف الآن باسم عقيدة التوطين الدماغي. يعتقد غال أنه بدلاً من أن يعمل الدماغ ككيان واحد كامل، يمكن أن تُنسب وظائف عقلية مختلفة إلى أجزاء مختلفة من الدماغ. كما كان أول من اقترح حدوث معالجة لغوية في الفص الجبهي. ومع ذلك، كانت نظريات غال مثيرة للجدل بين العديد من العلماء في ذلك الوقت. كان البعض الآخر مقتنعًا بتجارب مثل تلك التي أجراها ماري جان بيير فلورنز، حيث أظهر آفات في أدمغة الطيور تسببت في أضرار لا يمكن إصلاحها للوظائف الحيوية. ومع ذلك، لم تكن طرق فلورنز دقيقة؛ إن المنهجية البدائية المستخدمة في تجاربه تسببت بالفعل في إتلاف عدة مناطق من الأدمغة الدقيقة لنماذج الطيور.
كان بول بروكا من بين أول من قدم أدلة دامغة على توطين الوظيفة عندما حدد منطقة في الدماغ مرتبطة بالكلام.

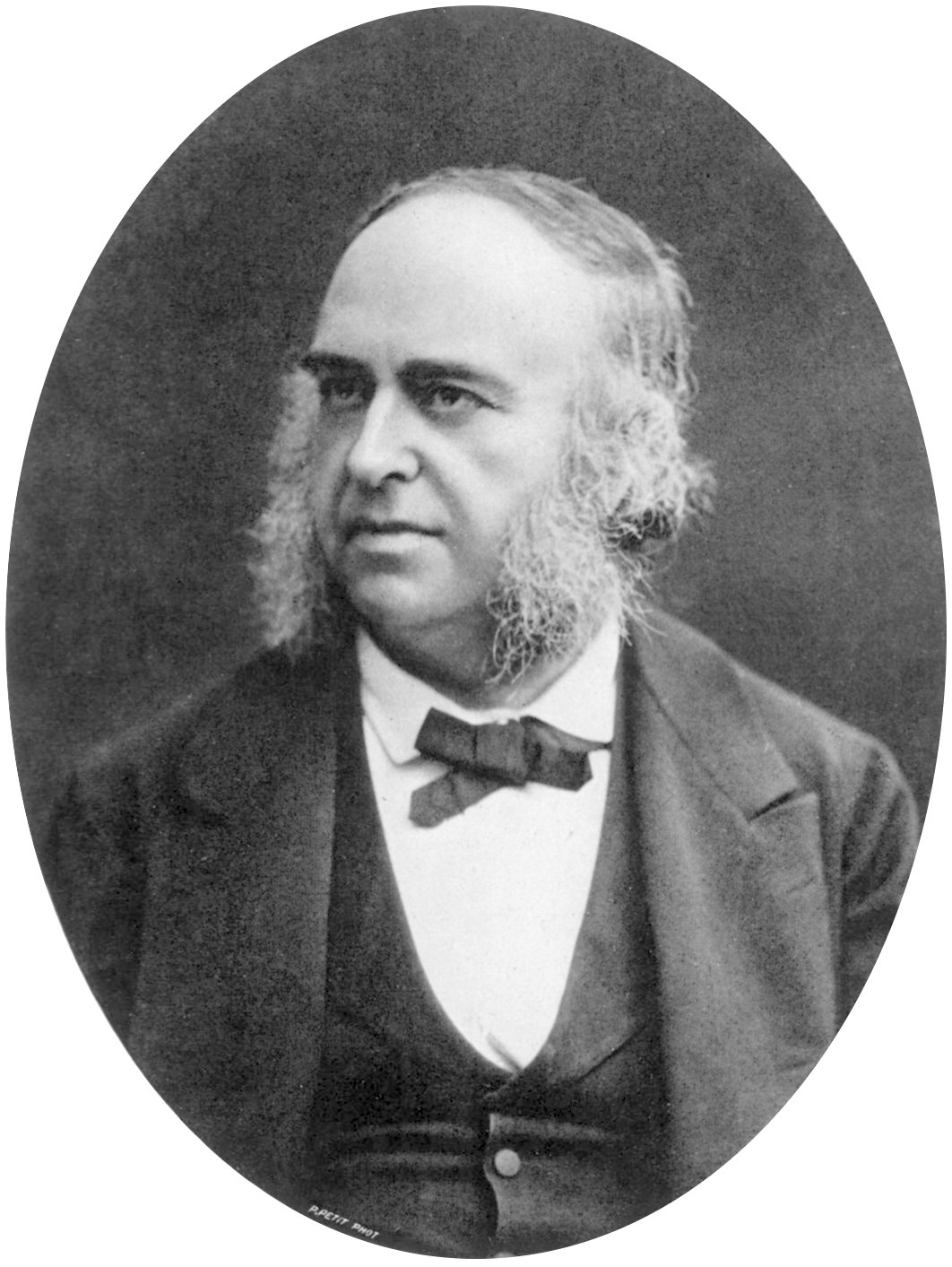
بول بروكا كان من بين أول من قدم أدلة دامغة على توطين الوظيفة عندما حدد منطقة في الدماغ مرتبطة بالكلام.

في عام 1861 قدم الجراح بول بروكا أدلة تدعم نظريات جال. اكتشف بروكا أن اثنين من مرضاه الذين عانوا من فقدان الكلام لديهم آفات مماثلة في نفس المنطقة من الفص الجبهي الأيسر. بينما كان هذا دليلًا مقنعًا على توطين الوظيفة، لم يتم الربط على الفور بـ «الانحياز». بينما واصل بروكا دراسة مرضى مشابهين، أوضح أن جميع الحالات تضمنت تلفًا في النصف المخي الأيسر، وفي عام 1864 أشار إلى أهمية هذه النتائج - أن هذه المنطقة يجب أن تكون منطقة متخصصة. كما أنه - بشكل غير صحيح - اقترح نظريات حول العلاقة بين مناطق الكلام و «استخدام اليدين».
وفقًا لذلك، تضمنت بعض أشهر الدراسات المبكرة حول عدم تناسق الدماغ معالجة الكلام. كان عدم التناسق في الشق السيلفي (المعروف أيضًا باسم التلم الجانبي)، الذي يفصل الفص الجبهي والفص الجداري عن الفص الصدغي، من أوائل التناقضات التي تم اكتشافها. ترتبط تبايناته التشريحية بحجم وموقع منطقتين من الدماغ البشري مهمتين لمعالجة اللغة، منطقة بروكا ومنطقة فيرنيك، وكلاهما في نصف الكرة الأيسر.
في نفس الوقت تقريبًا الذي توصل فيه بروكا وويرنك إلى اكتشافاتهما، اقترح طبيب الأعصاب هيغلينجز جاكسون فكرة «نصف الكرة الرئيسي» - أو جانب واحد من الدماغ يلعب دورًا أكثر أهمية في الوظيفة الكلية - والذي سيمهد الطريق في النهاية للفهم «هيمنة» نصف الكرة الأرضية لعمليات مختلفة. بعد عدة سنوات، في منتصف القرن العشرين، جاء الفهم النقدي للتجانب الجانبي لنصف الكرة من أجل المعالجة البصرية المكانية، والانتباه والإدراك، والمعالجة السمعية واللغوية والعاطفية من المرضى الذين خضعوا لإجراءات تقسيم الدماغ لعلاج اضطرابات مثل الصرع. في مرضى انقسام الدماغ، يتم قطع الجسم الثفني، مما يؤدي إلى قطع الهيكل الرئيسي للتواصل بين نصفي الكرة الدماغية. كان أول مريض مصاب بانقسام الدماغ من المحاربين القدامى المعروفين باسم المريض دبليو جيه، والذي ساهمت حالته في زيادة فهم عدم التماثل.
لا يقتصر عدم تناسق الدماغ على البشر. بالإضافة إلى الدراسات التي أُجريت على مرضى بشريين مصابين بأمراض مختلفة في الدماغ، فقد تم تعلم الكثير مما يُفهم اليوم عن عدم التناسق والوظيفة الجانبية من خلال كل من نماذج الحيوانات اللافقارية والفقارية، بما في ذلك الزرد، والحمام، والجرذان، وغيرها الكثير. على سبيل المثال، تُظهر الدراسات الحديثة التي كشفت عن ازدواج الشكل الجنسي في عدم تناسق الدماغ في القشرة الدماغية وما تحت المهاد لدى الجرذان أن الفروق بين الجنسين الناشئة عن الإشارات الهرمونية يمكن أن يكون لها تأثير مهم على بنية الدماغ ووظيفته. كان العمل مع أسماك الزرد مفيدًا بشكل خاص لأن هذا النوع يوفر أفضل نموذج للربط المباشر بين التعبير الجيني غير المتماثل مع التشكل غير المتماثل، وللتحليلات السلوكية.

## لا تناظر (عدم تناسق) الدماغ البشري

### الاختلافات الوظيفية الجانبية ومناطق مهمة في كل جانب من الدماغ ووظائفها
يعمل نصفي اللدماغ الأيسر والأيمن على الجوانب المقابلة من الجسم. يحتوي كل نصف دماغ على أقسام من جميع الفصوص الأربعة: الفص الجبهي والفص الجداري والفص الصدغي والفص القذالي. يتم فصل نصفي الدماغ على طول الشق الطولي الوسيط ويتصلان بواسطة الجسم الثفني الذي يسمح بالتواصل والتنسيق بين المحفزات والمعلومات. الجسم الثفني هو أكبر مسار جماعي لنسيج المادة البيضاء في الجسم ويتكون من أكثر من 200 مليون ألياف عصبية. يرتبط نصفي الكرة المخية الأيمن والأيسر بوظائف مختلفة ويتخصصان في تفسير نفس البيانات بطرق مختلفة، يشار إليها باسم اتساع الدماغ. يرتبط نصف الكرة الأيسر باللغة والحسابات، بينما يرتبط نصف الكرة الأيمن ارتباطًا وثيقًا بالتعرف البصري المكاني والتعرف على الوجه. ينتج عن هذا التقريب الجانبي لوظيفة الدماغ أن بعض المناطق المتخصصة موجودة فقط في نصف كروي معين أو تكون مهيمنة في نصف الكرة مقابل النصف الآخر. بعض المناطق المهمة المدرجة في كل نصف الكرة مذكورة أدناه.

#### النصف الأيسر من الدماغ
منطقة بروكا
تقع منطقة بروكا في النصف الأيسر من قشرة الفص الجبهي فوق التلفيف الحزامي في الالتواء الأمامي الثالث. اكتشف بول بروكا منطقة بروكا في عام 1865. وتتولى هذه المنطقة إنتاج الكلام. قد يؤدي الضرر الذي يلحق بهذه المنطقة إلى حبسة بروكا التي تجعل المريض غير قادر على صياغة جمل مناسبة متماسكة.
منطقة ويرنيك
تم اكتشاف منطقة ويرنك في عام 1976 من قبل كارل ويرنيك ووجد أنها موقع لفهم اللغة. تم العثور على منطقة ويرنك أيضًا في نصف الكرة الأيسر في الفص الصدغي. يؤدي الضرر الذي يلحق بهذه المنطقة من الدماغ إلى فقدان الفرد القدرة على فهم اللغة. ومع ذلك لا يزالون قادرين على إنتاج الأصوات والكلمات والجمل على الرغم من عدم استخدامها في السياق المناسب.

### النصف الأيمن من الدماغ
منطقة الوجه المغزلي
منطقة الوجه المغزلي (FFA) هي منطقة تمت دراستها لتكون نشطة للغاية عندما يتم الاهتمام بالوجوه في المجال البصري. تم العثور على منطقة الوجه المغزلي في كلا نصفي الدماغ، ومع ذلك، فقد وجدت الدراسات أن منطقة الوجه المغزلي تنحصر في الغالب في نصف الكرة الأيمن حيث يتم إجراء معالجة معرفية أكثر عمقًا للوجوه. ترتبط منطقة الوجه المغزلي في نصف الدماغ الأيسر بمعالجة سريعة للوجوه وخصائصها.

### المناطق الأخرى وأمراض المصاحبة
يمكن أن تؤدي بعض المناطق المهمة التي يمكن أن تظهر بشكل غير متماثل في الدماغ إلى أي من نصفي الكرة بسبب عوامل مثل الوراثة. ومن الأمثلة على ذلك استخدام اليد. يمكن أن تنتج اليدان عن عدم تناسق في القشرة الحركية لنصف الكرة. بالنسبة للأفراد الذين يستخدمون اليد اليمنى، نظرًا لأن الدماغ يعمل على الجانب المقابل من الجسم، يمكن أن يكون لديهم قشرة حركية أكثر تحفيزًا في نصف الكرة الأيسر.
تم العثور على العديد من الأمراض التي تؤدي إلى تفاقم عدم تناسق الدماغ الوجمود بالفعل في الدماغ. بدأ الباحثون في دراسة تأثير وعلاقة عدم تناسق الدماغ بأمراض مثل الفصام وعسر القراءة.
فصام
الفصام هو اضطراب عقلي طويل الأمد معقد يسبب الهلوسة والأوهام ونقص التركيز والتفكير والتحفيز لدى الفرد. لقد وجدت الدراسات أن الأفراد المصابين بالفصام لديهم نقص في عدم تناسق الدماغ وبالتالي تقليل الكفاءة الوظيفية للمناطق المصابة مثل الفص الجبهي. تشمل الشروط التحليق الجانبي الأيسر لنصف الكرة، وفقدان الجوانب لفهم اللغة، وتقليل الانحراف، والتواء الدماغ.
عسر القراءة
كما تمت دراسته سابقًا، عادة ما تكون اللغة هي السائدة في نصف الدماغ الأيسر. تم البحث عن اضطرابات اللغة التنموية، مثل عسر القراءة، باستخدام تقنيات تصوير الدماغ لفهم التغيرات العصبية أو الهيكلية المرتبطة بالاضطراب. أظهرت الأبحاث السابقة أن عدم تناسق نصف الدماغ الذي يوجد عادة في البالغين الأصحاء مثل حجم الفص الصدغي غير موجود في المرضى البالغين المصابين بعُسر القراءة. بالتزامن مع ذلك، أظهرت الأبحاث السابقة أن المرضى الذين يعانون من عسر القراءة يفتقرون إلى اتساق اللغة في دماغهم مقارنة بالمرضى الأصحاء. وبدلاً من ذلك، أظهر المرضى الذين يعانون من عسر القراءة أن لديهم هيمنة ثنائية نصف مخية للغة.

## الأبحاث الحالية حول عدم تناسق الدماغ
يستمر تجسيد الوظيفة وعدم التناسق في الدماغ البشري في دفع فرع شائع من البحث العلمي والنفسي. مكنت التطورات التكنولوجية في رسم خرائط الدماغ الباحثين من رؤية أجزاء أكثر من الدماغ بشكل أكثر وضوحًا، مما أدى إلى إلقاء الضوء على الاختلافات الجانبية التي لم يتم اكتشافها سابقًا والتي تحدث خلال مراحل الحياة المختلفة. مع ظهور المزيد من المعلومات، يجد الباحثون رؤى ثاقبة حول كيف ولماذا قد تكون أدمغة الإنسان المبكرة قد طورت الطريقة التي فعلتها للتكيف مع التغيرات الاجتماعية والبيئية والمرضية. توفر هذه المعلومات أدلة بشأن اللدونة، أو كيف يمكن في بعض الأحيان تجنيد أجزاء مختلفة من الدماغ لوظائف مختلفة.
تساهم الدراسة المستمرة لعدم تناسق الدماغ أيضًا في فهم الأمراض المعقدة وعلاجها. يظهر التصوير العصبي في مرضى الزهايمر، على سبيل المثال، تدهورًا ملحوظًا في النصف المخي الأيسر، جنبًا إلى جنب مع هيمنة النصف المخي الأيمن - والتي يمكن أن ترتبط بتجنيد الموارد لهذا الجانب من الدماغ في مواجهة الضرر الذي لحق بالجهة اليسرى. تم ربط هذه التغييرات النصف كروية بالأداء في مهام الذاكرة.
كما كان الحال في الماضي، فإن الدراسات حول معالجة اللغة وآثار استخدام اليد اليسرى واليمنى تهيمن أيضًا على الأبحاث الحالية حول عدم تناسق الدماغ.

## قراءة إضافية
- Toga AW، Thompson PM (يناير 2003). "Mapping brain asymmetry" (PDF). Nature Reviews. Neuroscience. ج. 4 ع. 1: 37–48. DOI:10.1038/nrn1009. PMID:12511860. مؤرشف من الأصل (PDF) في 2011-07-21.
- Wilke M، Schmithorst VJ (نوفمبر 2006). "A combined bootstrap/histogram analysis approach for computing a lateralization index from neuroimaging data". NeuroImage. ج. 33 ع. 2: 522–30. DOI:10.1016/j.neuroimage.2006.07.010. PMID:16938470.